# Pavel Malura
Pavel Malura (* 24. prosince 1970, Ostrava) je český fotbalový trenér.

## Trenérská kariéra
Trénoval v Polsku Pogoň Štětín, dále FK Viktoria Žižkov, 1. FC Slovácko, FC Hradec Králové, FC Nitra, FK Čáslav a FC Baník Ostrava.
Před sezónou 2012/13 převzal tým MFK OKD Karviná, ale po sedmi kolech se s ním v září 2012 klub domluvil na rozvázání smlouvy.